# Phantom (film 2013)
Phantom è un film del 2013, scritto e diretto da Todd Robinson, con protagonisti Ed Harris e David Duchovny.
La storia è ispirata alla tragedia del sottomarino sovietico K-129 (Golf II).

## Trama
Il capitano di un sottomarino sovietico soffre segretamente di attacchi epilettici, che alterano la sua percezione della realtà. Costretto a lasciare moglie e figlia, partecipa ad una missione segreta dove però è ossessionato dal passato. Dovrà salvare il mondo da una possibile guerra nucleare.

## Produzione

### Budget
Il budget del film è di 18 milioni di dollari.

### Riprese
Le riprese del film iniziano il 3 ottobre e terminano il 27 novembre 2011.

### Location
Le riprese si svolgono nello stato della California (Stati Uniti d'America), nelle città di Los Angeles, San Diego e Long Beach.

## Promozione
Il primo trailer del film viene pubblicato il 20 dicembre 2012.

## Distribuzione
La pellicola è stata distribuita nelle sale cinematografiche statunitensi a partire dal 1º marzo 2013, mentre in Italia è uscito direttamente in home video.

### Divieti
Il film è stato vietato ai minori di 14 anni negli Stati Uniti per il suo contenuto violento.